# 文德马克
文德马克（德語：Wendemark，發音：[ˈvɛndəˌmaʁk]）是德国萨克森-安哈尔特州施滕达尔县曾经的一个市镇，面积19.18平方千米，2023年12月31日人口为204人。2010年1月1日，文德马克与另外3个市镇合并为新市镇阿尔特梅基舍维舍。